# 3408 Shalamov
3408 Shalamov eller 1977 QG4 är en asteroid i huvudbältet som upptäcktes den 18 augusti 1977 av den rysk-sovjetiske astronomen Nikolaj Tjernych vid Krims astrofysiska observatorium på Krim. Den har fått sitt namn efter den ryske författaren Varlam Sjalamov.
Asteroiden har en diameter på ungefär 5 kilometer och den tillhör asteroidgruppen Nysa.